# Fresh FM
Fresh FM este un post de radio privat din Republica Moldova, care emite din Chișinău în limba română. A fost lansat în anul 2005.
Fresh FM este un post ce transmite în general muzică modernă, axându-se pe un public țintă preponderent tânăr; difuzează muzică electronică, pop, dance, trance.

## Legături externe
- Site oficial Arhivat în 4 ianuarie 2018, la Wayback Machine.
- Pagina oficială de facebook